# Anne Colley
Anne Marie Colley (* 14. Juli 1951 in Dublin, Irland) ist eine frühere irische Politikerin (Progressive Democrats) und ehemalige Abgeordnete (Teachta Dála) im Dáil Éireann, dem irischen Unterhaus.
Colleys Vater war der frühere Minister George Colley. Sie selbst studierte Rechtswissenschaften am University College Dublin und arbeitete als Solicitor. Sie kandidierte für die Progressive Democrats bei den Wahlen zum Dáil Éireann 1987 und konnte einen Sitz im Wahlkreis Dublin South erringen. Bei den Wahlen 1989 verlor sie ihn jedoch wieder.